# Vol Aeroflot 19
 (mai 2021).
Si vous disposez d'ouvrages ou d'articles de référence ou si vous connaissez des sites web de qualité traitant du thème abordé ici, merci de compléter l'article en donnant les références utiles à sa vérifiabilité et en les liant à la section « Notes et références ».
Le vol Aeroflot 19 en Union soviétique le 2 novembre 1973 donne lieu à une tentative de détournement d'avion. Un Yak-40 n°87607 de la compagnie Aeroflot, effectuant un vol intérieur entre l'aéroport de Bykovo et l'aéroport international de Briansk est détourné par quatre jeunes soviétiques, dont trois mineurs.

## L'incident
Un petit avion de transport régional triréacteur Yak-40 n°87607, avec 28 passagers et 3 membres d'équipage à bord, quitte l'aéroport de Bykovo à 10h45. La durée estimée du vol est de 50 minutes. Environ 10 minutes avant l'atterrissage le groupe de quatre hommes (Viktor Romanov, Vladimir Jalnine, Petr Bondarev, Alexander Nikiforov) se manifeste. Ils braquent d'abord les passagers avec les fusils introduits à bord dans leurs bagages, puis, font une tentative d'entrer dans le cockpit. À la demande du commandant qui entend les bruits dans la cabine, un mécanicien de vol ouvre la porte et tombe nez à nez avec Romanov armé d'un fusil à canon scié. Il comprend immédiatement la situation, et après avoir averti le commandant, réussit à claquer la porte restant lui même dans la cabine. Il tente ensuite de neutraliser Romanov, mais il sera blessé par Jalnine. L'un des passagers, un certain Vladimir Gaponenko, essaye de neutraliser Bondarev, il sera également blessé par balle et battu par les terroristes. Le commandant transmet le signal de détresse à la tour de contrôle quand Viktor Romanov fait sauter la porte du cockpit à coup de fusil et ordonne le retour à Moscou, où il compte obtenir des autorités 1,5 million $ avant de partir pour la Suède (en passant par Léningrad). 
L'avion effectue un atterrissage à l'aéroport international de Vnoukovo pour le ravitaillement en carburant. Iouri Andropov et Nikolaï Chtchelokov s'y rendent pour diriger l’assaut. 
À Vnoukovo, deux hommes blessés sont libérés. Ensuite, les terroristes annoncent leurs conditions: en échange de ravitaillement et de la moitié de la rançon, ils libèrent la moitié des passagers. Ensuite, l’avion était supposé voler à Leningrad, où, après avoir reçu la deuxième moitié de la rançon et un autre ravitaillement, les terroristes avaient promis de libérer les passagers restants. 
Après quatre heures d'attente on fait savoir aux terroristes que la somme demandée est rassemblée. Le terroriste ayant ouvert la porte, pour recevoir l'argent (Alexander Nikiforov) est tué par un tireur d'élite. On introduit aussitôt une gaffe dans l'ouverture de la porte pour la bloquer et on y jette les grenades lacrymogènes. Tous ceux qui se trouvent à l'intérieur de l'avion se précipitent dehors y compris les deux terroristes, Vladimir Jalnine et Petr Bondarev. Viktor Romanov quant à lui se suicide en se tirant une balle dans la bouche. Deux passagers sont blessés, mais ils survivront tout comme le mécanicien de vol et le passager blessé par balle au début de l'incident.

## Conséquences
Vladimir Jalnine et Petr Bondarev sont jugés pour terrorisme. Vladimir Jalnine est condamné à dix ans de prison ferme et effectuera sa peine jusqu'à son terme, il meurt peu après sa sortie. Petr Bondarev est déclaré irresponsable en raison d'un trouble psychique. Après un séjour dans un hôpital psychiatrique il vit reclus à Moscou et meurt en 2004.